# 彼得·弗朗西斯科
彼得·弗朗西斯科（英語：Peter Francisco，1760年7月9日—1831年1月16日）出生於葡萄牙。美國愛國者與獨立戰爭士兵。

## 早期生活
彼得·弗朗西斯科的身世是一個迷團。他出生於葡萄牙帝國亞速群島中的特塞拉島。根據傳統版本的傳記，寫着
|  | 有人在美國霍普維爾的船塢找到了當時五歲的弗朗西斯科 |

在1765年，有人帶他到喬治王子縣。由於不諳英語，所以他一直重複着他的名字(Pedro Francisco)。於是當地人叫他彼得(Peter)。後來才有人發現他是貴族葡萄牙人。
當弗朗西斯科能暢談英語時，他說道
|  | 我曾住海邊的別墅，母親說法語，父親說着我聽不懂的語言。我和妹妹有一天被打劫，她成功逃脫，而我被帶上船。 |

歷史學家相信綁架者的目的是獲取贖金或把他賣至北美作僕人。在亞速群島有傳說指弗朗西斯科的家族招惹了很多政治仇人，家族為了保護弗朗西斯科，組織了一場綁架把他運至遠方避難。
一名法官在白金漢郡收養了弗朗西斯科並一直傳授他知識。他成年後，決定當一名鐵匠學徙，因為他擁有龐大的身軀(高2.03米，重118公斤)。因此，有人稱他為維吉尼亞州的赫丘利或維吉尼亞州巨人。

## 美国獨立戰爭
16歲時，弗朗西斯科加入了弗吉尼亞第10軍團，很快就因其身材和體力而名聲大噪。他在交戰中屢屢表現出色，例如在1777年9月的布藍迪萬河戰役。在跳槽至波瓦坦的約翰·梅奧軍團後，他在丹尼爾·摩根上校的領導下參加了幾次小型戰爭。同年10月，弗朗西斯科重新加入原來的軍團并參加了日耳曼敦战役，還與部隊一起出現在特拉華河港口島的米夫林堡。在經歷了这些小型冲突後，弗朗西斯科意外受傷，因此在福吉谷被送往醫院治療兩星期。1778年6月28 日，他參加了蒙茅斯戰役。當時，一枚火槍彈穿過了他的右大腿。儘管他的傷口一直都沒有痊癒，他仍參加了考彭斯戰役和其他戰爭。
弗朗西斯科是攻擊斯托尼角防禦工事的其中一員，希望占領該地。在戰爭中他的腹部被划開了一個9寸長的傷口，但他再次帶傷作戰，共奪去十一位英國擲彈兵的性命，更奪走敵人的旗幟。
在後來發生於南卡羅萊納州的康登戰役，弗朗西斯科注意到美軍把一台價值連城的加農炮遺留在泥濘中，於是親手把這重約1100磅的炮扛回基地，成功避免軍備落入敵軍手中。1820年一封弗朗西斯科寫給維吉尼亞州議會的信中，弗朗西斯科道︰
|  | 我曾擊殺想殺害梅奥少校的擲彈兵 |

聽到威廉·華盛頓正向卡羅萊納州進發時，弗朗西斯科毫不猶豫便加入了他。在吉爾福德縣府戰役中，他再次奪去十一名士兵的性命，包括一名曾用刺刀把他大腿弄殘廢的仇人。吉爾福德法院國家軍事公園紀錄了他的英勇事蹟。

## 晩年及逝世
在晚年，弗朗西斯科貧困潦倒，曾向國会和弗吉尼亞州議會請願，要求領取老人補助。 在他生命的最後三年裏，他一直擔任弗吉尼亞州參議院的軍士长。1831日1月16日彼得·弗朗西斯科因闌尾炎逝世，安葬在里士滿的肖克山公墓。當天，弗吉尼亞州議會休會。其後，許多州議員参加了他的葬禮。 

## 文獻
1. ↑  普魯特接受美國哥倫比亞廣播公司《今晨》節目的專訪，講述了關於其首篇條目——其先祖彼得·弗朗西斯科的故事
2. ↑  .   [2022-03-18]. （原始内容存档于2019-04-10）.
3. ↑  另一版本指他被帶至愛爾蘭，後來簽下契約，前往霍普維爾。但此版本並不符合他的出生日期。
4. ↑  Thopmson, Ben (2017). Guts & Glory: The American Revolution (First ed.). New York: Little, Brown and Company, Hachette Book Group. pp. 206, 216.
5. ↑  "Letter of Peter Francisco to the General Assembly"  William And Mary Quarterly historical magazine, Jamestown, VA: William and Mary College, 1905, pp. 217–219
6. ↑  "Letter of Peter Francisco to the General Assembly" 的存檔，存档日期December 15, 2019，., William And Mary Quarterly historical magazine, Jamestown, VA: William and Mary College, 1905, pp. 217–219
7. ↑  Niles, H (ed). . Baltimore, MD: H. Niles. 1829  [July 6, 2020]. OCLC 4765078. （原始内容存档于August 6, 2020）.
8. ↑  . American Battlefield Trust. January 26, 2017  [July 6, 2020]. （原始内容存档于July 6, 2020）.